# Hans Jakob Flemming Freiesleben
Hans Jakob Flemming Freiesleben (9. juli 1913 i Vordingborg – 23. marts 1998) var en dansk officer.
Han var søn af grosserer Volmer Hansen (død 1964) og hustru Julie født Freiesleben (død 1979), blev student fra Øregård Gymnasium 1931, premierløjtnant i fodfolket 1937, kaptajnløjtnant 1943, kaptajn 1946, var tjenstgørende ved Generalstaben 1947-51, kompagnichef ved Kongens Fodregiment 1951-52, ved hærstaben 1952-54, blev oberstløjtnant 1954, bataljonschef ved Danske Livregiment 1954-55, stabschef hos generalinspektøren for infanteriet 1955-60, forsvarsattaché ved den danske ambassade i Bonn 1960-63, oberst 1961, chef for 2. jyske brigade 1963, for Region IV og for Fynske Livregiment 1966.
Han var Kommandør af Dannebrogordenen, bar Hæderstegnet for god tjeneste ved Hæren og udenlandske ordener.
Freiesleben blev gift 8. juni 1940 med Grethe Jensen (11. maj 1913 i Kongens Lyngby - ?), datter af civilingeniør Erik Bibow Jensen (død 1964) og hustru Inger født Dornonville de la Cour (1890-1982).